# Renetta ananas
La Renetta ananas è un'antica cultivar di mela renetta. 

## Caratteristiche

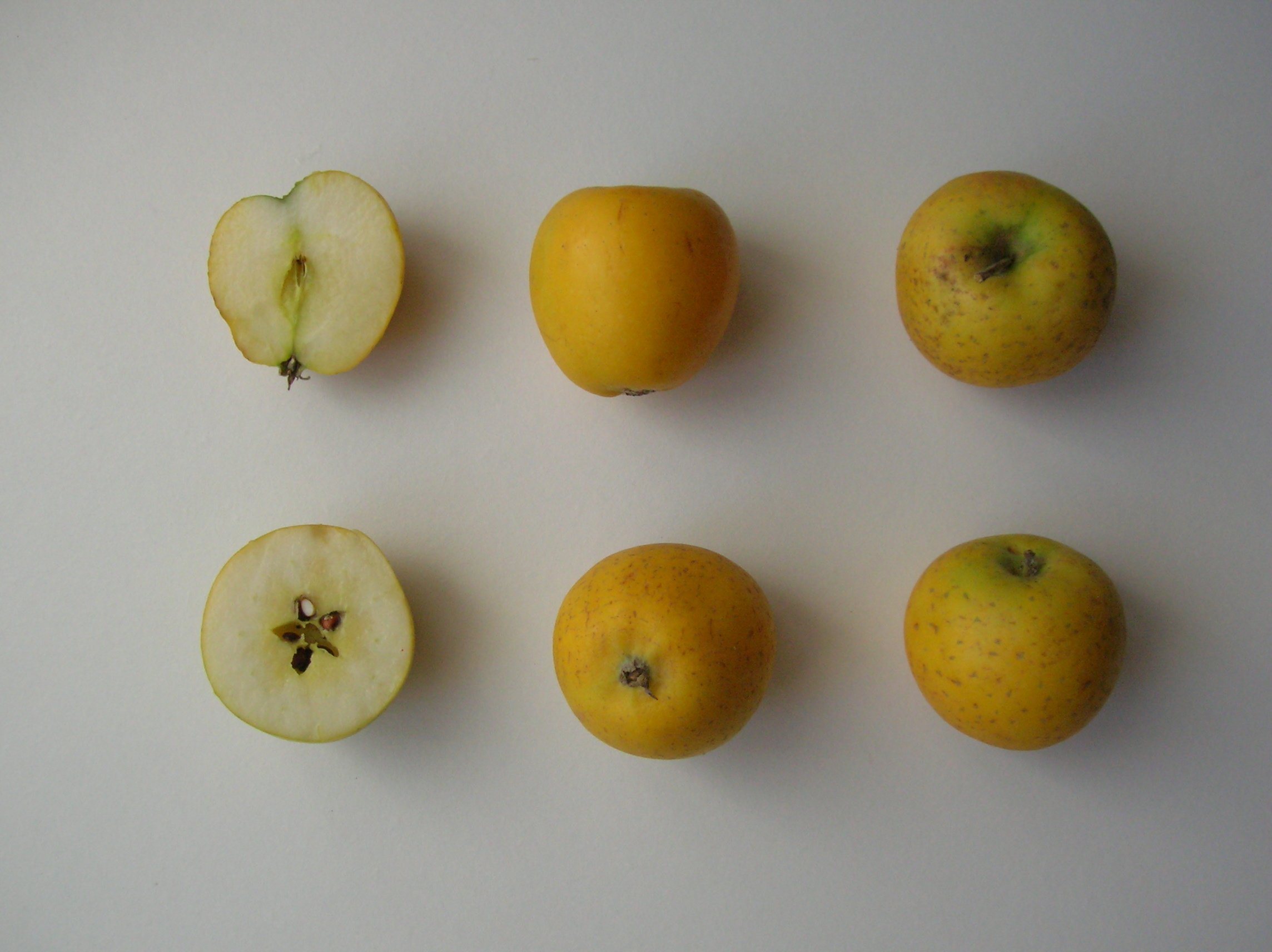
Renetta ananas.

Il nome della cultivar deriva dal profumo delicato, simile a quello di un ananas. 
La polpa è bianca e croccante, Il sapore è dolce e acidulo e fin dall'Ottocento è elogiata come mela da taglio e consigliata anche per produrre succhi e distillati, marmellate e dolci.
Il frutto si raccoglie a ottobre e si conserva bene fino a marzo, con un'ottima resistenza all'avvizzimento.

## Storia

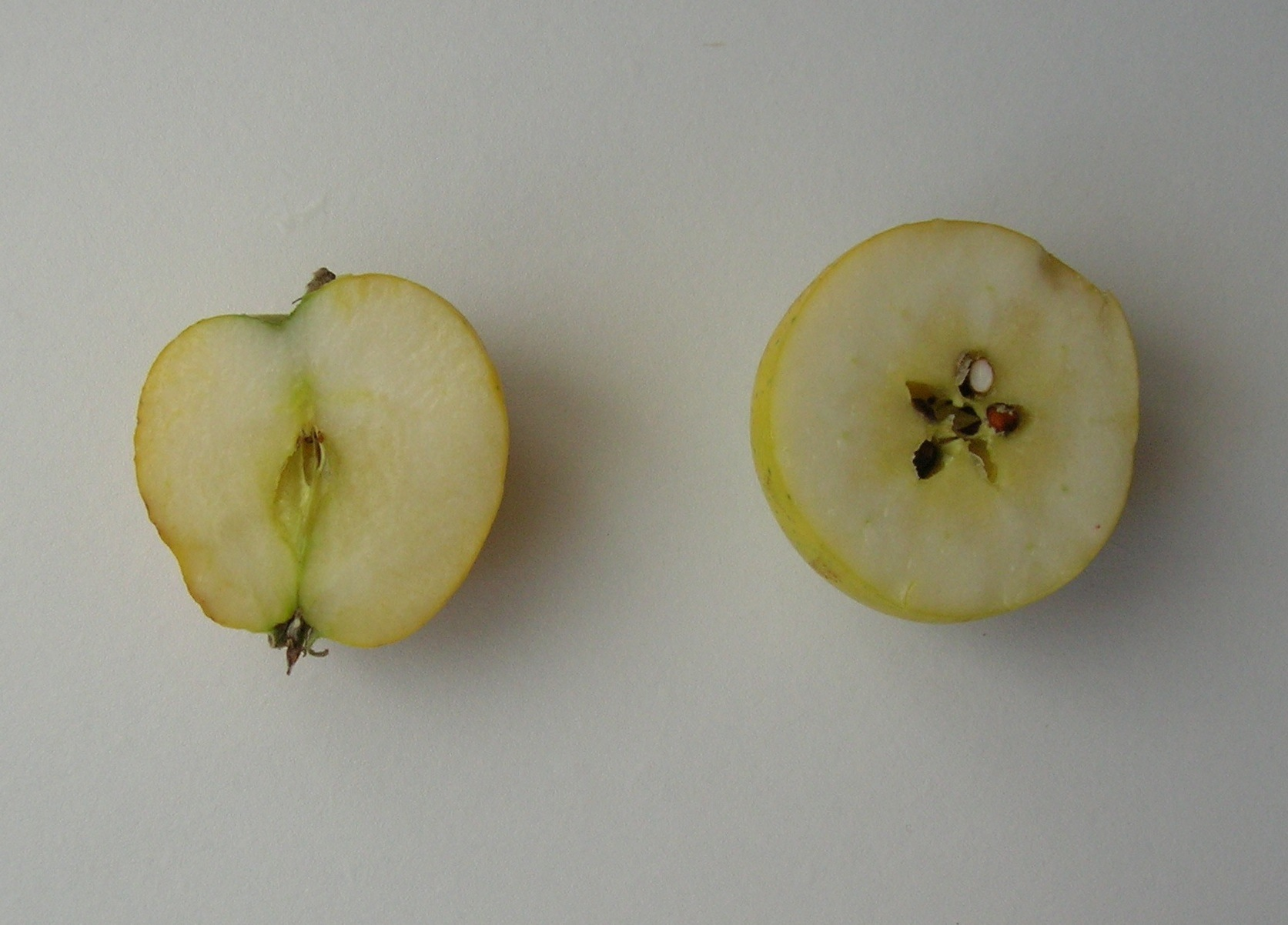
Le sezioni della mela.

Il primo documento che attesta l'esistenza di questa varietà è del 1826. La renetta ananas, originaria dei Paesi Bassi, si diffuse soprattutto in Germania dove venne studiata dall'Istituto di Pomologia di Reutlingen, Württemberg, e in particolare dal suo direttore E. Lucas, che nel 1859 ne fece una descrizione minuziosa. Grazie all'interesse tedesco venne presentata nel 1867 all'Esposizione universale di Parigi. Sette anni dopo fu importata in Italia, nel biellese, per mano del Cav. Zasso.
Di grande successo presso vari istituti di pomologia e congressi internazionali, venne consigliata anche dal grande pomologo Girolamo Molon.
Ciò nonostante, in Italia non ebbe mai grande diffusione: oltre che nel biellese, si trova coltivata anche nella Venezia Giulia e in Trentino.

## Altri nomi
- Questa mela viene chiamata, a seconda della zona di coltivazione, anche: Ananas; Ananasnii renet, Ananas Reinette, Ananasapfel, Ananasova reneta, Ananasrenette, Goldapfel, Limunka, Reinette Ananas.
- Nonostante la somiglianza del nome, non va confusa con la Pum Ananas.[1]